# Nelly Furtado
Nelly Kim Furtado ComIH  (Vitória, 2 de dezembro de 1978) é uma cantora e compositora canadense. Filha de imigrantes portugueses dos Açores, ganhou fama pela primeira vez com seu álbum de estreia Whoa, Nelly! (2000), inspirado no trip hop, que gerou dois singles no top 10 da parada estadunidense Billboard Hot 100; "I'm Like a Bird" e "Turn Off the Light". O primeiro lhe rendeu um Grammy de Melhor Performance Pop Vocal Feminina. O segundo álbum de Furtado, Folklore (2003), de sonoridade folk-pop, explorou suas raízes portuguesas. Seus singles receberam sucesso moderado na Europa, mas o desempenho inferior de vendas em comparação com o antecessor o fez ser considerado um fracasso.
O terceiro álbum da artista, Loose (2006), foi um sucesso estrondoso e se tornou o mais vendido de sua carreira, com mais de 10 milhões de cópias adquiridas em todo o mundo, tornando-se também um dos álbuns mais vendidos da década de 2000. Considerado uma reinvenção radical da imagem da cantora, o projeto gerou dois singles que lideraram as paradas de vários países, inclusive a Billboard Hot 100:  "Promiscuous" (com Timbaland) e "Say It Right". Além de "Maneater" e "All Good Things (Come to an End)" que também foram sucesso. Seu destaque em 2007 ficou por conta de "Give It to Me", em parceria com Timbaland, que liderou a parada dos EUA e de muitos outros países. "Broken Strings", dueto com James Morrison, liderou as paradas na Europa em 2008.
Ela lançou seu primeiro álbum em espanhol, Mi Plan (2009), que lhe rendeu um Grammy Latino de Álbum Vocal Pop Feminino. Em 2012, divulgou seu quinto álbum, The Spirit Indestructible. Ela se separou de sua gestão e se tornou independente depois disso, lançando seu sexto disco, o indie-pop The Ride (2017), sob seu próprio selo Nelstar Entertainment. Seu projeto mais recente, 7, foi liberado em setembro de 2024.
Ela ganhou muitos prêmios ao longo de sua carreira, incluindo um Grammy Award de sete indicações, um Grammy Latino, dez Juno Awards, um BRIT Award, um Billboard Music Awards, um MTV Europe Music Award, um World Music Award e três Much Music Video Awards. Furtado tem uma estrela na Calçada da Fama do Canadá e foi condecorada com a Ordem do Infante D. Henrique, em 28 de fevereiro de 2014, por Aníbal Cavaco Silva, o então presidente de Portugal. Ela vendeu mais de 45 milhões de gravações em todo mundo, sendo 35 milhões apenas em álbuns, tornando-se um das artistas canadenses de maior sucesso comercial. Os críticos notaram a versatilidade musical e a sua experimentação com gêneros.

## Biografia
Nelly Furtado é filha de Maria Manuela e António José Furtado, açorianos  da Ilha de São Miguel, nomeadamente da freguesia de Ponta Garça, concelho de Vila Franca do Campo. O casal emigrou para o Canadá, em busca de uma vida melhor. Em Vitória, a mãe de Nelly trabalhou cuidando do departamento de limpeza de um hotel e o seu pai era dono de um pequeno negócio de paisagismo e alvenaria. Embora falasse inglês em casa, a mãe de Nelly fez questão que os filhos aprendessem o idioma português, de modo que Nelly frequentou uma escola portuguesa para aprender a ler e a escrever no idioma. Começou a cantar na igreja aos quatro anos de idade, cantando músicas portuguesas.
Aprendeu a tocar trombone quando tinha nove anos de idade e o teclado quando tinha onze. Começou a compor as suas próprias canções quando tinha apenas treze anos.
Após terminar o ensino secundário, Furtado muda-se para Toronto, onde vive com seus filhos em "Old Forest Hill Road", definida pela cantora como "[...] o lugar onde se encontra tudo, onde se pode ser tudo". Lá onde formou o duo Nelstar* em 1997 com o músico local Tallisman. "Like", uma das canções do Nelstar* recebeu uma garantia do VideoFACT de que seria gravado um videoclipe, mas Furtado sentiu que o estilo musical do duo não apresentava a sua verdadeira personalidade, a canção e o clip nunca foram lançados. Foi cantando no clube noturno da cidade, o Lee's Palace, que Furtado conheceu o vocalista dos Philosopher Kings, Gerald Eaton. Este tornou-se um importante colaborador e coprodutor no álbum de estreia da cantora, Whoa, Nelly!, quando assinou contrato com a DreamWorks Records. Em 20 de setembro de 2003, Furtado deu à luz sua primeira filha, Nevis. O pai da criança é o seu ex-namorado Jasper Gahunia (conhecido por Lil'Jaz).
Casou-se a 19 de julho de 2008 com o engenheiro de som Demacio Castellon e divorciou-se após 9 anos de casamento.

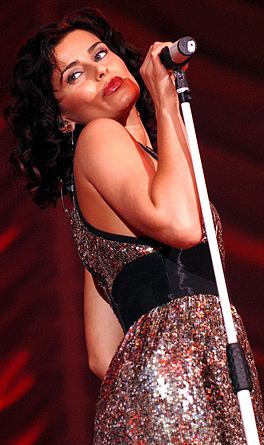
Nelly se apresentando no Manchester Arena, em fevereiro de 2007

Em 2018 nasceu o segundo filho de Nelly Furtado, e em 2019 deu a luz à seu terceiro filho, segundo mencionou em uma rede social em 2021. Ao que tudo indica, filhos do cantor e produtor americano Gerard Damien Long com quem Nelly não chegou a se casar. Em 2023 Nelly assumiu em entrevista a "High Low" que está solteira e se sentindo "feliz e realizada".
Em 2023, Nelly Furtado foi headliner do principal evento de música australiano Beyond The Valley Fest, do festival mexicano Machaca, Lollapalooza Chicago e Portola Festival em São Francisco, California, além de marcar presença em apresentações do produtor australiano Dom Dolla e Drake. Também em 2023 são lançados dois singles: "Eat Your Man", com Dom Dolla, e "Keep Going Up", em que colabora pela segunda vez com Timbaland e Justin Timberlake simultaneamente, 16 anos depois de "Give It to Me". Sobre seu retorno às mídias Christian Allaire redator da Vogue, relatou: "Nelly Furtado está de volta - e melhor que nunca".

## Carreira

### Whoa, Nelly! - 2000
Whoa, Nelly! foi um dos álbuns Pop mais vendidos da sua categoria, com os singles "I'm Like a Bird", "Turn Off the light", "...On the Radio (Remember the days)" e "Hey, man!". Este álbum valeu-lhe um Grammy pela melhor cantora Pop com a música "I'm Like a Bird" acompanhada do guitarrista Steve Vai. O mesmo álbum valeu-lhe também várias colaborações, sendo entre elas a mais famosa "Fotografía" com Juanes, onde Nelly aborda influência latina.

### Folklore - 2003
O segundo álbum de Furtado, Folklore, foi lançado em 25 de novembro de 2003. É o álbum mais alternativo da cantora, com elementos do barroco, folk, instrumentos indígenas canadianos, trechos em português (em "Fresh Off the Boat" e "Força") e melodias menos convencionais. O cantor brasileiro Caetano Veloso compôs e cantou a faixa "Island of Wonder" ao lado de Nelly. O álbum também conta com a presença ilustre do Kronos Quartet, na faixa "One-Trick Pony", primeiro single de seu álbum. Os singles bem-sucedidos foram "Powerless (Say What You Want)" e "Try". O álbum inclui, igualmente, a música "Força", escrita metade em português e metade em inglês, que foi escrita para ser o Hino Oficial do Campeonato Europeu de Futebol de 2004, que ocorreu em Portugal. No dia 4 de julho de 2004, Furtado interpretou a canção no Estádio da Luz em Lisboa para finalizar o Campeonato.

### Loose - 2006
O seu terceiro álbum, Loose, entrou nas lojas a 20 de junho de 2006. Promiscuous (em colaboração com o mentor de Justin Timberlake e Keri Hilson, Timbaland), Maneater, Say it Right, All Good Things, Te Busqué (com Juanes) e No Hay Igual, são os primeiros singles extraídos do álbum e foram lançados ao mesmo tempo, em diferentes partes do mundo. Loose veio com influência acentuada do hip hop e R&B e trouxe uma Nelly com uma imagem mais sensual, o que o deixou um pouco distante dos trabalhos anteriores da cantora. Os singles desse disco alcançaram os topos das paradas, tanto norte-americanas, como europeias, brasileiras e asiáticas.
Em março de 2007 a prefeitura/Câmara Municipal de Vitória, na Colúmbia Britânica, decretou o dia 21 de março de 2007 como o "Dia de Nelly Furtado", em homenagem ao sucesso artístico conseguido pela cantora, nascida nessa cidade.

### Mi PlaneMi Plan Remixes - 2009
Quarto álbum de estúdio, produzido totalmente em espanhol, o Mi Plan foi lançado dia 15 de setembro de 2009, com o selo da gravadora independente Nelstar, fundada por Nelly no mesmo ano. Em Mi Plan, Nelly mostra boa parte de seu lado latino, com letras românticas.
Os principais singles foram "Manos al aire" e "Más", com destaque para canção Silencio em participação de Josh Groban. Em 11 de novembro de 2009, Nelly ganhou um Latin Grammy de melhor pop álbum do ano.
Já o Mi Plan Remixes, é um álbum de remixes de Furtado, lançado no dia 25 de outubro de 2010 pela gravadora Universal Music Latino.  
Durante o período de divulgação do Mi Plan, Nelly lançou parcerias musicais com conceituados nomes da indústria musical: "Corcovado" com Andrea Bocelli, "Quando, Quando, Quando" com Michael Bublé, "Morning After Dark" com Timbaland, "Jump" com Flo Rida e o sucesso musical "Broken Strings" com James Morrison.

### The Best of Nelly Furtado - 2010
The Best of Nelly Furtado é um álbum de compilação da cantora, lançado em 16 de novembro de 2010.[1]
O álbum inclui todos os maiores sucessos de Nelly, bem como três novas canções: "Night Is Young", "Stars", e "Girlfriend in the City". Foi disponibilizado nas edições Standard e Deluxe, com este último incluindo dois CDs e um DVD  com todos os videoclipes da cantora. A lista de faixas do álbum e capa do CD foram revelados em 14 de outubro de 2010.

### The Spirit Indestructible - 2012
Após 6 anos desde o seu último álbum lançado em inglês, Furtado lançou The Spirit Indestructible. Para a produção de seu novo álbum, Nelly chamou grandes produtores, como Salam Remi, Darckchild e Tiesto. No entanto, o álbum não obteve o mesmo sucesso comercial de Loose, em parte devido à fraca promoção tanto dos singles como do álbum em si pela própria editora. As críticas a este álbum também foram mistas. Enquanto alguns críticos elogiaram o ecletismo do álbum, outros comentaram que, ao contrário do que muitos esperavam, The Spirit Indestructible não foi igual a Loose em termos sonoros.
O primeiro single foi Big Hoops (Bigger The Better), produzido por Darkchild. O álbum teve sua estreia prevista em Junho de 2012, mas foi adiada para 18 de setembro de 2012. A capa do primeiro single foi divulgada no dia 6 de abril de 2012. As capas da versão standard e deluxe foram divulgadas no dia 3 de maio de 2012.
O 2º single do The Spirit Indestructible na Europa é a canção título Spirit Indestructible. Já na América Nelly trabalhou a música Parking Lot, tendo alcançado o top 30 na tabela Tropical Songs e o pico máximo no 12º lugar na tabela Dance/Club Songs na Billboard. O 4º single geral do disco a ser trabalhado foi Waiting For The Night, lançado como 3º single europeu, primeiramente na Alemanha, depois o resto da Europa e por fim no Canadá. O 5º, e último, single lançado do álbum foi Bucket List.

### The Ride - 2017
O sexto álbum de estúdio da cantora foi lançado no dia 31 de março de 2017, com o selo da sua própria gravadora, Nelstar, sendo o segundo álbum da cantora enquanto artista independente. O produtor musical do disco foi o americano John Congleton, vencedor de Grammys, que já trabalhou com Debbie Harry. Segundo a cantora, trata-se de um "álbum de ressaca" e, ao contrário dos anteriores, a promoção não foi feita com foco apenas em um single em específico ou na elevada reprodução das faixas do álbum nas rádios. Em vez disso, Nelly focou a promoção nos serviços de streaming como o Spotify e no lançamento faseado de diversas faixas. Assim sendo, apenas um single foi trabalhado em vídeo clipe, sendo Pipe Dreams representante do novo projeto. Em entrevista ao portal Vice, Nelly comentou sobre o disco: "Eu diria que o som do álbum é um pop-alternativo moderno. Eu estava numa fase bem legal na minha vida onde passei por um período de transição difícil, e isso ajudou liricamente. Eu tinha muita coisa sobre o qual escrever. Acho que cresci como compositora nesse álbum". Em entrevista à Vogue, a cantora Lorde, relatou que após o término de um relacionamento amoroso, Nelly Furtado, foi uma de suas inspirações e apoio: "Eu acho que quando você amadurece e você passa por um término é tipo - eu só não quero pensar nisso e eu quero beber tequila e dançar ao som de Nelly Furtado". Durante um show realizado no prestigiado festival suíço de música, Baloise Session, Nelly incluiu em sua tracklist, como representantes do The Ride, as faixas: Sticks and Stones, Pipe Dreams, Phoenix, Islands of Me e Cold Hard Truth. Nelly Furtado se apresentou com o The Ride em países da América do Norte e Europa, como Estados Unidos, Canadá, Alemanha e Suíça.

### 7 (seven) - 2024

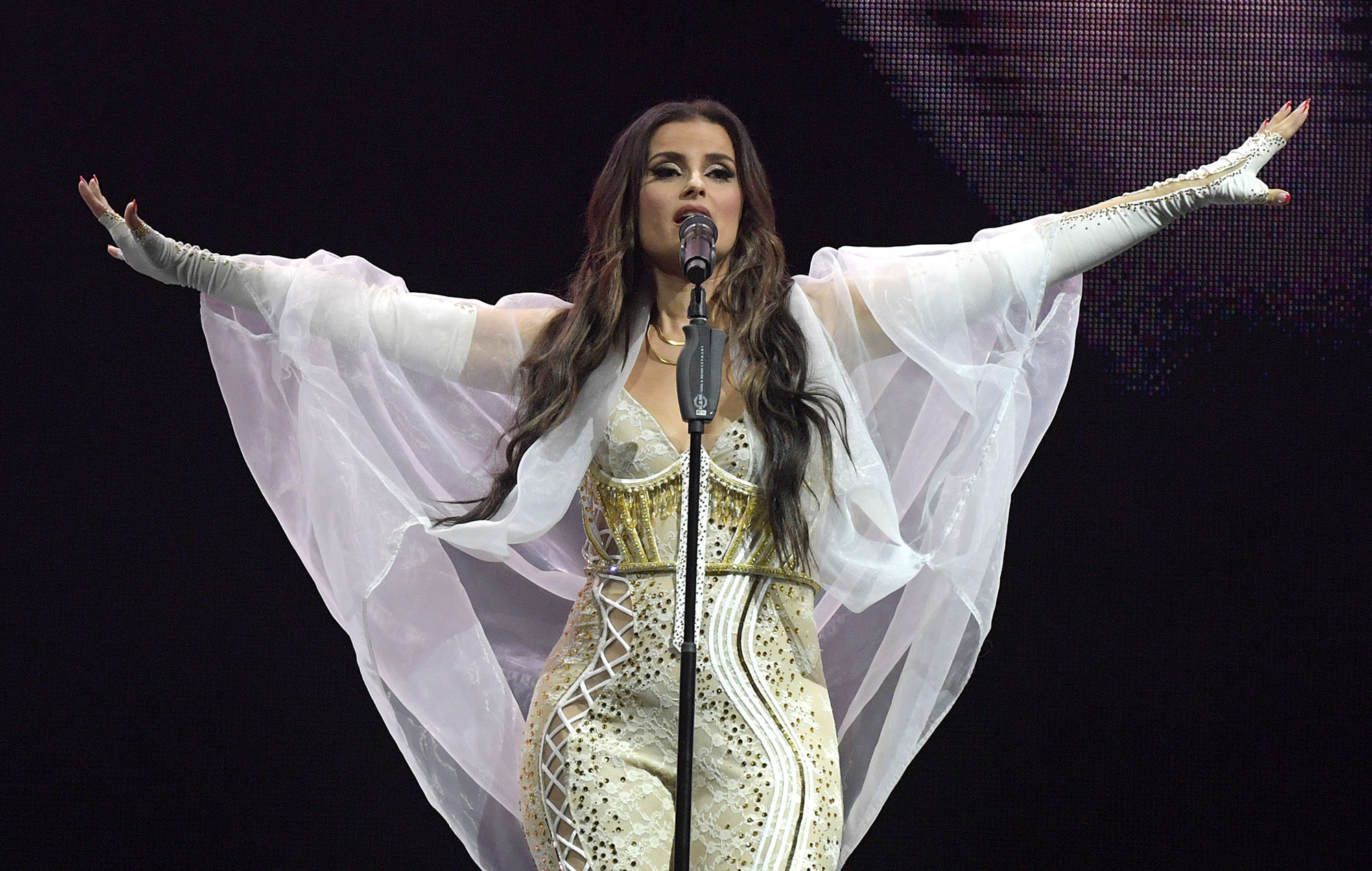
Nelly Furtado durante o festival Beyond The Valley, Australia.

Em julho de 2022, após um hiato de cinco anos nas apresentações, Furtado se juntou a Drake no palco para o show do October World Weekend em Toronto, onde tocaram "Promiscuous" e "I'm Like a Bird". Furtado também relatou estar trabalhando em novas músicas por meio de seu Instagram. Ela confirmou novas músicas em maio de 2023 em uma entrevista na Fault Magazine: "Tenho tanta música. Gravei cem músicas nos últimos 18 meses e estou muito animada para trazer novas músicas para as pessoas." Ela também confirmou que gravou algumas colaborações com artistas como a cantora e compositora canadense Charlotte Day Wilson, a banda colombiana Bomba Estéreo, a cantora e compositora colombiana-canadense Lido Pimienta. Em 31 de dezembro de 2022, cinco anos após seu último show na Baloise Session em Basel, Suíça, Furtado se apresentou ao vivo no Beyond The Valley Festival na Austrália. Furtado continuou se apresentando ao vivo em 2023. Enquanto se apresentava no Machaca Fest em Monterrey, Nuevo León, México, ela cantou um verso de uma nova música intitulada "Corazón".
Ela colaborou com o DJ e produtor australiano Dom Dolla na música "Eat Your Man", que foi lançada em 2 de junho de 2023, seu primeiro single lançado após cinco anos.
Em 1º de setembro de 2023, Furtado lançou uma nova colaboração com Timbaland e Justin Timberlake intitulada "Keep Going Up", dezesseis anos após seu lançamento anterior de "Give It to Me".
Em agosto de 2023, Furtado se reuniu com Juanes para gravar uma música chamada "Gala y Dalí", 22 anos depois de gravarem juntos "Fotografía". A música foi lançada em 28 de março de 2024 em plataformas de streaming e download digital. De acordo com Juanes, a música será incluída no próximo sétimo álbum de estúdio de Furtado.
Em março de 2024, em uma entrevista na revista Euphoria, Furtado revelou que gravou mais de 200 músicas e que a arte da capa de seu próximo sétimo álbum de estúdio será filmada em abril de 2024 e o single principal será lançado em maio de 2024. Ela também confirmou que sucessos de clube seriam esperados em seu novo material, assim como baladas. Ela também confirmou que seu novo material é de 10 a 20 por cento espanhol.
Em 8 de maio de 2024, Furtado anunciou via Instagram o lançamento de um novo single, "Love Bites", com a cantora sueca Tove Lo e o DJ britânico SG Lewis, lançado em 22 de maio de 2024.
Em 5 de julho de 2024, Furtado anunciou via Instagram o lançamento de "Corazón" como single, mais de um ano depois de cantá-la pela primeira vez em Monterrey, México. A música tem participação da banda colombiana Bomba Estéreo e foi lançada em 12 de julho de 2024.
Em 11 de julho de 2024, Furtado anunciou via Instagram que seu novo álbum "7", está previsto para ser lançado em 20 de setembro de 2024.
Antes do lançamento do álbum os fãs acompanharam varias entrevistas de Nelly, em particular suas conversas com Zane Lowe e Zach Sang e seu aclamado Tiny Desk Concert, que foi considerado naquele momento uma atuação imprescindível nas redes sociais. A estreia do álbum em 20 de setembro de 2024 foi divulgada pelas plataformas do Youtube, Spotify e Amazon Music, que em 27 de setembro transmitiu ao vivo um concerto gratuído de lançamento do álbum pela Amazon City Session, no The Great Hall.  
A cantora se apresentou no Coachella, no Lollapalooza, e pelos Estados Unidos, Reino Unido, México e Europa, onde passou por vários festivais como Mighty Hoopla, HARD Summer, Fan Fest EURO 2024 e Isle of MTV Malta, além de ser destaque em eventos como o VMA 2023, JUNO Award 2024 .

## Discografia
Álbuns de estúdio
- Whoa, Nelly! (2000)
- Folklore (2003)
- Loose (2006)
- Mi Plan (2009)
- The Spirit Indestructible (2012)
- The Ride (2017)
- 7 (2024)

## Turnês
- 2001: Burn in the Spotlight Tour
- 2004: Come as You Are Tour
- 2007-2008:  Get Loose Tour
- 2010: Mi Plan Tour
- 2012: The Spirit Indestructible Tour

## Filmografia
| Ano  | Título                   | Papel                    | Notas                                 |
| ---- | ------------------------ | ------------------------ | ------------------------------------- |
| 2001 | Roswell                  | Ela mesma                | Cantou "I'm Like a Bird"              |
| 2006 | Floribella               | Ela mesma                | Cantou "Maneater"                     |
| 2007 | One Life to Live         | Ela mesma                | Cantou "Say It Right" e "Promiscuous" |
| 2007 | CSI: NY                  | Ava Brandt               | Fez Ava, uma criminosa profissional.  |
| 2007 | Punk'd                   | Ela mesma                | Vítima de uma bomba                   |
| 2008 | Max Payne                | Christa Balder           | Esposa do ex-parceiro do protagonista |
| 2010 | Big Brother Brasil 10    | Ela mesma                | Performance ao vivo                   |
| 2010 | Score: A Hockey Musical  | Uma fã ardente de Hockey | Filme canadense                       |
| 2012 | 90210                    | Ela mesma                | Cantou "Parking Lot"                  |
| 2016 | A Date with Miss Fortune | Nelia                    | Filme canadense                       |